# Broker
Niektóre z zamieszczonych tu informacji wymagają weryfikacji.
Dokładniejsze informacje o tym, co należy poprawić, być może znajdują się w dyskusji tego artykułu.
 Po wyeliminowaniu niedoskonałości należy usunąć szablon {{Dopracować}} z tego artykułu.
Broker – wieloznaczne pojęcie używane na rynku finansowym i kapitałowym w kilku kontekstach znaczeniowych. W najbardziej generalnym ujęciu brokerem jest podmiot (osoba prawna, osoba fizyczna lub jednostka organizacyjna nieposiadająca osobowości prawnej) świadczący określone usługi (z reguły pośrednictwa) działający na cudzy rachunek (w przeciwieństwie do np. dealera, czyli podmiotu działającego na własny rachunek).
Przykładowo broker ubezpieczeniowy reprezentuje interesy ubezpieczeniowe swojego klienta, działając na mocy pełnomocnictwa i doprowadzając do zawarcia umowy ubezpieczenia między ubezpieczającym się (czyli klientem) a zakładem ubezpieczeń. Z kolei dom maklerski prowadzi tzw. działalność brokerską, nabywając i zbywając na giełdzie papierów wartościowych papiery wartościowe na rachunek swoich klientów.
Na giełdzie mogą występować następujący brokerzy:
- agencyjny (agency broker), który dokonuje zakupów i sprzedaży walorów pieniężnych na giełdzie papierów wartościowych w imieniu klientów agencji;
- broker-dealer, który pracuje zarówno dla swych klientów, jak i na własny rachunek;
- dyskontujący (discount broker), który nie udziela porad, ani nie prowadzi własnego rozpoznania;
- broker informacji, który zajmuje się wyszukiwaniem i opracowywaniem informacji dla swych klientów.

Innym rodzajem brokera jest broker domen internetowych, zajmujący się pośrednictwem w sprzedaży domen.
Za swoje usługi brokerzy pobierają prowizję (brokerage, commission),
której wysokość zależy od wartości przeprowadzanej transakcji. Brokerzy dyskontujący pobierają za swoje usługi niższe stawki prowizyjne.
Broker jest także określeniem osoby dynamicznie poruszającej się na rynku kapitałowym. Aby być brokerem indywidualnym, nie trzeba posiadać licencji, lecz aby zostać pełnoprawnym maklerem, winno się takową licencję uzyskać. Broker jest niższą rangą od maklera.
Dopiero od brokera giełdowego zaczęto tworzyć kolejne podmioty, takie jak broker ubezpieczeniowy, sprzedający polisy itp.